# 代明
代明（德語：Demmin，發音：[dɛˈmiːn] ⓘ）是德国梅克伦堡-前波美拉尼亚州梅克伦堡湖区县的城市，曾是代明县的县治，面积82.06平方千米，2023年12月31日人口为10,293人。